# Bunuri mobile din domeniul artă plastică clasate în patrimoniul cultural național al României aflate în județul Brăila
Acestă listă conține bunurile mobile din domeniul artă plastică clasate în Patrimoniul cultural național al României aflate la momentul clasării în județul Brăila.

## Tezaur
| Foto | Informații generale               | Detalii tehnice                                                   | Descriere | Deținător              | Legături |
| ---- | --------------------------------- | ----------------------------------------------------------------- | --- | ---------------------- | -------- |
|      | Nae Ionescu Autor: Lascăr, Viorel | Datare: 1914 Școală: Expresionismul german Material: ulei; carton | Se remarcă prin tehnica execuției, accente puternice de culoare și surprinderea trăsăturilor de personalitate prin linii clare, obținute prin geometrizarea figurii. | Muzeul Brăilei, Brăila | Cimec    |
|      | Serenadă Autor: Maxy, Hermann Max | Datare: 1934 Material: ulei pe pânză                              | | Muzeul Brăilei, Brăila | Cimec    |
|      | Flori Autor: Maxy, Hermann Max    | Material: ulei pe pânză                                           | Semnat și datat: „H. Maxy 920”. | Muzeul Brăilei, Brăila | Cimec    |

## Fond
| Foto | Informații generale                                  | Detalii tehnice | Descriere | Deținător                                               | Legături |
| ---- | ---------------------------------------------------- | --- | --- | ------------------------------------------------------- | -------- |
|      | Sfânta Paraschiva Autor: Orășianu, Matache           | Datare: 1869 datat în inscripție; 1870 crucea de metal Școală: România Dimensiuni: Icoana - 112,5 x 72,5 x 3 cm; Iconostasul cu ladă - 340 x 124 x 61 cm Material: Icoana - ulei pe panou de lemn din trei blaturi, cu două traverse îngropate; Iconostasul cu ladă - lemn cu intarsii și ornament în relief mic | Icoană de iconostats reprezentând-o pe Sf. Paraschiva. Prezintă adaosuri târzii de metal (aureolă și mână). Lipsește partea de jos a crucii de metal din 1870. Pe iconostas, pe centura de sub fronton în relief mic: „ICOANA CORPORAȚIEA BĂRBIERILORU”. | Biserica „Sfântul Nicolae”, Brăila                      | Cimec    |
|      | Sfântul Mihail Autor: E.C., argintar                 | Datare: 1824 - 1834 Școală: Rusia Dimensiuni: 78 x 61 cm - cu ramă; 68 x 54 cm - fără ramă Material: Pictura - ulei pe lemn; Oclada - argint cizelat și aurit 850/1000 | | Biserica „Sfântul Arhanghel Mihail”, Brăila             | Cimec    |
|      | Sfântul Spridon                                      | Datare: 1839 pictura, 1865 aplicațiile de metal Dimensiuni: 103 x 77 cm Material: ulei pe lemn; suport cu două traverse semiîngropate. Aplicații de metal (probabil argint inferior): mâna stângă și cartea | Icoană pe lemn reprezentându-l pe Sf. Spridon. Inscripții: stânga sus, cu auriu: CФN / CПИРиДОΝ; pe carte, gravat ИЛΙЄ, ШЄФАН, САФТА, / ШЄ, ФИ, 1865. Inscripție pe iconostas stânga și dreapta, sfertul inferior, cu auriu și alb: "La anul 1822 sa înființat Isnaful cava - / filor. La 1839 au zugrăvit Icoana Sf. Spiridon / la 1860 sa făcut Strana,prin inițiativa / D-LOR, PANTELI STANCIU și IRACLI POPESCU / Iar la 1912 sa refăcut Strana, cu / SPEZELE FARMACISTULUI / MIHAIL PANTELI și a soției sale FLAVIA pentru / memorie. Fiind paroh Pr. Ștefan Bârzănescu. Martie". | Biserica „Sf. Petru și Pavel și Sf. Paraschiva”, Brăila | Cimec    |
|      | Iisus Hristos Autor: Bărbul, Ioan                    | Datare: 1834 martie 20 Dimensiuni: 76,5 x 63 x 1,8 cm Material: tempera pe panou de lemn (3 blaturi) cu două traverse semiîngropate | Icoană pe lemn reprezentându-l pe Iisus Hristos. Datat în inscripție: „1834 martie 20”. Inscripții: stânga - dreapta sus, cu alb: „ИC - XC”. Pe carte, cu negru: „Veniți blago / sloviți pă / rintelu meu / de moșteniți / împărăția ca / re e gătită / vouă de la în / temeire / lu / lumii că am / fost flămând și miaț dat / de am mâncat / însetoțat / și miaț dat / deam beut / gol și maț / îmbrăcat”. Stânga jos, cu negru: „Toader Maria”. Dreapta jos, cu negru: „1834. Martie 20. Ioan Bărbul Zugrav”. | Biserica „Sf. Nicolae”, Lacu Rezi                       | Cimec    |
|      | Scene din viața lui Iisus                            | Datare: începutul sec. XIX (sf. sec. VIII?) Dimensiuni: 51,4 x 43,5 x 2,5 cm Material: ulei pe panou de lemn cu două traverse semiîngropate | Inscripție jos, cu alb: „ICOANĂ RĂMASĂ DE LA STRÎMOȘI ȘI DĂRUITĂ BISERICI DE CRISTEA GUȘATU SOȚIA ANA (MOARTĂ) 1940”. | Biserica „Sf. Nicolae”, Lacu Rezi                       | Cimec    |
|      | Icoană Autor: Orășianu, Matache                      | Datare: 1853 Școală: Atelier balcanic Dimensiuni: L: 208,5 cm (cu ramă); l: 141,5 cm (cu ramă) Material: ulei pe pânză subțire de bumbac lipită ulterior pe panou de lemn | Icoană pictată pe pânză de bumbac lipită pe lemn reprezentând o compoziție rezumativă cu o succesiune de personaje și scene biblice. | Biserica „Înălțarea Domnului”, Brăila                   | Cimec    |
|      | Icoană Autor: Orășianu, Matache                      | Datare: 1856 Școală: Atelier balcanic Dimensiuni: L: 179 cm; l: 140,5 cm Material: ulei pe pânză subțire de bumbac lipită ulterior pe panou de lemn | Icoană pictată pe pânză de bumbac lipită pe lemn reprezentând o compoziție rezumativă cu o succesiune de personaje și scene biblice. Are un adaos pe inscripția chenar, jos spre stânga, mascând probabil un fragment lipsă. | Biserica „Înălțarea Domnului”, Brăila                   | Cimec    |
|      | Sfântul Mucenic Trifon Autor: Orășianu, Matache      | Datare: 1893 Dimensiuni: 166 x 90 cm; 460 x 151 x 29 cm Material: Ulei pe suport de lemn cu două traverse neîngropate; iconostas special din lemn sculptat, vopsit în ulei | Inscripții în câmpul icoanei, în limba bulgară:1. Mijloc sus cu auriu: STI MUCENIC TRIFUN. 2. Dreapta, margine, sfertul inferior, cu galben - auriu: PICTOR MATACHE ORĂȘIANU./BRĂILA / 1893. 3. În medalioane, cu roșu-brun, Stânga: STI ALEKSANDRU PATRIARH ȚARIGRADSKI; (Sfântul Alexandru, Patriarhul Țarigradului) Dreapta: STI MUCENIC HARALAMBI (Sfântul Mucenic Haralambie) 4. Mijloc jos, lângă ramă cu roșu: TAIA SVEATA ICONA E NAPRAVENA SIJDIVANETO / NA GRADINARSCOTO SODRUJESTVO UT BRILA / V GODINAT 1893. IANUARI 16. (în bulgară: Această sfântă icoană e facută cu cheltuiala / Asociației grădinarilor din Brăila / în anul 1893 ianuarie 16) Iconostasul poartă, în treimea superioară, inscripția sculptată: GRADINARSCO DRUJESTVO (Asociația grădinarilor); Pe fronton, în ulei pe lemn, Dumnezeu Tatăl. | Biserica „Înălțarea Domnului”, Brăila                   | Cimec    |
|      | Sfânta Marina Autor: Orășianu, Matache               | Datare: 1881 Dimensiuni: 188 x 92 x 3 cm Material: Ulei pe suport de lemn cu două traverse semiîngropate | Inscripții: I. Mijloc sus, cu galben - auriu: SVIATAIA MUCENIȚA MARINA (în bulgară: Sfânta Muceniță Marina) II. În imaginile secundare cu brun: 1. NA SV. MU. MARINA. PRVANA NA IZRASMVA. (în bulgară, parțial lizibil intraductibil) 2. NA S. M. MARINA / _ _ IRONOVESVA, / _ _ VERA (în bulgară intraductibil) 3. S. M. MARINA _ / ZAVTODAH IRTOD TRA / NACIALNICA ZA DO / _ (în bulgară: Sfânta Muceniță Marina e dusă în fața preotului) 4. S. M. MARINA / E ZAMVORENA _ _ _ _ (în bulgară: Sfânta Muceniță Marina e închisă și îl prăvălește pe diavol) 5. S. M. MARINA/ E US _ _ ENA NA SMER / MI ZA CAI _ _ _ (în bulgară, parțial lizibil: Sfânta Muceniță Marina e condamnată la moarte pentru_ _ _ ) III. Mijloc jos, cu galben - auriu, în cartuș roșu: TAIA SVEATA ICONA NAPRAVENA S IJDIVENETO NA BCI - VARSCATA DRUJBA UT BRILA. GUDINAT 1881, IULIE 17. / ACEASTĂ STĂ ICOANĂ S-A FĂCUT CU SPESILE CORPORAȚII DOGA-/RILOR DIN BRĂILA, ÎN ANUL 1881 Julie 17. IV. Dreapta, jos, cu galben auriu: M.ORĂȘIANU PICTOR/BRĂILA/1881. | Biserica „Înălțarea Domnului”, Brăila                   | Cimec    |
|      | Sfinții Metodiu și Kiril Autor: Orășianu, Matache    | Datare: 1882 Dimensiuni: 172 x 87 cm Material: Ulei pe suport de lemn cu două traverse semiîngropate | Inscripții: 1. Stânga - dreapta sus cu auriu: SV. METHODI SV. KIRIL (în bulgară: Sf. Metodiu Sf. Kiril) 2. Stânga sus, cu negru: SLOVO HRISTO-/ VO DA VSELENE-/ TSEN V VAS/ BOTATNO (KOLOS 30 SIN - T.G. 81) (în bulgară: Cuvântul lui Hristos să sălășluiască în voi) 3. Dreapta sus, cu negru: SVEAT HRISTOV / PROSVEASCEAET / VSEAH (IZ PREJDEOS LITURG) (în bulgară: lumina lui Hristos luminează pe toți) 4. Pe filacter, margine stânga, cu negru, ilizibil 5. Pe filacter, margine dreapta, cu negru, ilizibil 6. Pe cartea Sfântului Metodiu cu negru - vezi în imagine 7. Pe filacterul Sfântului Kiril, cu negru - alfabetul slav (vezi în imagine) 8. Stânga jos, deasupra imaginii din medalion, cu negru IVLENIE SLOVES TVOIHPROSVEAȘCENET / IZRAZUMAEN ET MLADEIȚA / (ȘTAL. RI. RD) (în bulgară: apariția literelor tale cultivă exprimarea la cei tineri) 9. În imagine, cu brun: PROPOVEAD IM BLG. NAROD (în bulgară: învățătura lor către poporul bulgar) 10. Dreapta jos, deasupra imaginii din medalion, cu negru: VO SVEAT TVOEM OUZRIM SVEAT / (IAZ SLAVOSLOV NA VSEI VDIAIE) (în bulgară: în lumina ta vedem) 11. În imagine cu galben KRIȘCENIE ȚAR BORISOVO (în bulgară: creștinarea țarului Boris) 12. Mijloc jos cu negru: BLGARSCI PROSVEATITELI B PREASLAV /IH VEAK (861) (în bulgară: luminătorii bulgari glorificați; secolul al IX-lea, 861). 13. Mijloc, jos, spre dreapta cu alb: PICTOR MATACHE ORĂȘIANU; spre stânga, cu galben: BRĂILA 1882 August 10. | Biserica „Înălțarea Domnului”, Brăila                   | Cimec    |
|      | Iisus (Chipul necreat de mână omenească al Domnului) | Datare: 3/4 XIX-1873 Școală: Rusia Material: Tempera și ulei pe lemn; argint | Oclada din argint cizelat, aurit cu ornamentație plată și în relief; inserții de chihlimbar perforat pentru fixare și cuarț roz-roșu fațetat, fixat în casetă. Suportul pictat numai în zona vizibilă de sub ocladă; serie de ponsoane dreapta jos și pe aureolă, dreapta jos. Inscripție margine sus: IC/XC. | Biserica „Sfinții Împărați Constantin și Elena”, Brăila | Cimec    |
|      | Sfinții Apostoli și Pescuirea minunată               | Datare: 1862 Școală: Școală românească modernă Material: ulei pe lemn | În imaginea "Pescuirea minunată", în afară de personajele indicate de evangheliști: Iisus, Simon-Petru, Iacov și Ioan (fii lui Zabedeu) apare încă un personaj, neidentificabil. | Biserica „Sfinții Împărați Constantin și Elena”, Brăila | Cimec    |